# 미씽: 그들이 있었다
《미씽: 그들이 있었다》는 2020년 8월 29일부터 2020년 10월 11일까지 방영된 OCN 토일 드라마이다.

## 기획 의도
실종된 망자들이 모인 영혼 마을을 배경으로, 사라진 시체를 찾고 사건 배후의 진실을 추적하는 미스터리 판타지 드라마

## 제작진

### 제작
- 메이스엔터테인먼트 ( 영화《신의 한 수》, 영화《수상한 고객들》등 제작 )

### 연출
- 민연홍 : ( 《사랑하는 사람아》(조연출), 《왕과 나》(조연출), 《우리집에 왜 왔니?》(조연출), 《못난이 주의보》(공동연출), 《해피시스터즈》(공동연출), 웹드라마 《애간장》, 주말특별기획드라마 《미스 마 - 복수의 여신》등 연출. )

### 극본
- 반기리 : ( 《후아유》, 《마녀의 연애》 등 집필. )
- 정소영

## 등장 인물

### 주요인물
- 고수 : 김욱 역 - 생계형 사기꾼
- 허준호 : 장판석 역 - 두온마을 미스터리의 중심, 두온마을과 바깥세상을 잇는 연결고리 역할.

### 김욱의 조력자
- 문유강 : 김남국 역 - 욱의 보육원 동기, 전당포를 운영한다. 사기 피해자들을 욱에게 소개해준다.
- 안소희 : 이종아 역 - 낮에는 공무원, 밤에는 화이트 해커. 그 어렵다는 공무원 고시를 한 방에 패스한 주민자치센터 9급 공무원.

### 실종 전담반
- 하준 : 신준호 역 - 강력계 엘리트 형사, 경찰 대학 수석 졸업 후 현업에서 수많은 사건을 해결한 엘리트 형사. 여나의 연인.
- 지대한 : 백일두 역 - 실종전담반 형사, 만년경장으로, 경찰서장과 동기이며 반장은 그의 까마득한 후배다.
- 장격수 : 복형사 역 - 강력계 형사, 준호의 강력계 선배이자 파트너 형사.
- 이경재 : 이형사 역 - 실종전담반 형사, 준호와 함께 사건의 진실을 쫓는다.
- 박예니 : 박형사 역 - 실종전담반 형사, 준호와 함께 사건의 진실을 쫓는다.

### 마을 주민들
- 송건희 : 토마스 차 역 - 본명 차건묵. 카페 하와이 주인, 오랜 세월 마을에 머무르며 수많은 사람들을 만났고, 그들을 통해 온갖 지식과 기술을 섭렵해 못 하는 것이 없다.
- 서은수 : 최여나 역 - 실종된 준호의 연인, 순정 만화 여주인공처럼 예쁘고, 미소가 아름다운 여자. 대학 때 준호와 연인이 되었고, 청혼을 받아 결혼을 약속했다.
- 강말금 : 김현미 역 - 목소리도 웃음소리도 큰, 다혈질에 의협심이 강한 스타일. 마을 부녀회장으로 통한다.
- 이주원 : 박영호 역 - 현미의 남편, 욱, 판석과 함께 두온마을 주민들의 실종 사건을 수사한다.
- 이주명 : 장미 역 - 마을 주민들 중 현미와 가장 친하다, 욱에게 호감을 보인다.
- 안동엽 : 박범수 역 - 겉모습은 30대 남자지만 정신 연령은 7세, 심각한 상황에서도 솔직하고 순수하게 행동해 웃음이 터지게 만드는 마을의 귀염둥이다. 듣거나 본 것은 무조건 이야기한다.
- 이효비 : 장현지 역 - 장판석 딸
- 고동하 : 김준수 역 - 영호와 현미의 집에서 살고 있는 8세 남자아이
- 박혜진 : 최미자 역 - 치매가 있는 할머니, 욱을 '영숙이 아빠'라 부르며 쫓아다닌다.
- 이원구 : 우일석 역 - 생전 성폭행범으로 피해자를 강간 하려다 살해 당하고 암매장 당해 두온마을로 오게 된 인물

### 그 외 인물
- 김낙균 : 왕명철 역 - 왕 실장으로 불림. 일공냉동의 사장. 주인공 "김욱" 을 잡으려는 악의 축 인물.
- 박정언 : 소아과 전문의 양호영
- 이기찬 : 박병은 역
- 유일한 : 사내 1 역
- 송건한
- 손지윤
- 김정은 : 조명순 역 - 신준호의 어머니. 전 푸른햇살 보육원의 부원장
- 장선율 : 서하늘 역
- 강태주 : 강대성 역 - 종아가 근무하는 주민센터의 공익요원이자 전당포 알바.
- 박노식 : 황두철 역 - 토마스가 가둬둔 남자. 마을사람들과 바깥세계에 있는 마을사람들 가족들에게 사기를 치는 인물.
- 정영숙 : 한여희 역 - 최승건설 회장
- 김상보 : 강명진 역 - 택배원으로 초반부에 김미옥을 살해한 범인
- 이윤재 : 이동민 역 - 최승건설 전무. 최승건설의 창업 공신
- 박중근 : 한상길 역 - 최승건설 전무. 최승건설의 창업 공신. 유성호의 뇌물 액수를 부풀림. 이동민이 왕실장과 만나는 사진을 찍어 협박하지만, 되려 그에게 살해 당함
- 유승일 : 유성호 역 - 최승건설의 창업 공신 중 하나. 리베이트 건으로 퇴사
- 강승호 : 장명규 역 - 한영일보 기자로 과거 김남국, 최여나와 함께 푸른햇살 보육원에서 살아남은 사람 중 하나. 오토바이 퍽치기를 당해 살해 당함
- 최민아 : 김수연 역 - 최승건설 한회장의 딸로 27년 전 사망
- 허남준 : 고봉환 역

## 시청률
최저 시청률과 최고 시청률은 시청률 조사회사와 지역별로 시청률에 차이가 있을 수 있습니다.
| 2020년      | 2020년      | 2020년         | 2020년       | 2020년 |
| 회차        | 방송일      | AGB 시청률     | AGB 시청률   |        |
| 회차        | 방송일      | 대한민국(전국) | 서울(수도권) |        |
| ----------- | ----------- | -------------- | ------------ | ------ |
| 제1회       | 8월 29일    | 1.657%         | -            |        |
| 제2회       | 8월 30일    | 2.510%         | 2.623%       |        |
| 제3회       | 9월 5일     | 3.003%         | 3.573%       |        |
| 제4회       | 9월 6일     | 3.490%         | 3.616%       |        |
| 제5회       | 9월 12일    | 3.290%         | 3.683%       |        |
| 제6회       | 9월 13일    | 3.757%         | 3.866%       |        |
| 제7회       | 9월 26일    | 2.992%         | 2.890%       |        |
| 제8회       | 9월 27일    | 3.847%         | 3.852%       |        |
| 제9회       | 10월 3일    | 3.153%         | 3.241%       |        |
| 제10회      | 10월 4일    | 3.525%         | 3.483%       |        |
| 제11회      | 10월 10일   | 3.403%         | 3.831%       |        |
| 제12회      | 10월 11일   | 4.811%         | 4.508%       |        |
| 평균 시청률 | 평균 시청률 | 3.287%         | -            |        |

## 결방 사유
- 2020년 9월 19일 ~ 9월 20일 : 코로나19 재확산으로 인한 8월 24일 ~ 31일 드라마 제작 중단 여파로 1주일 간 휴방

## 같이 보기
- 대한민국의 텔레비전 드라마 목록 (ㅁ)
- 2020년 대한민국의 텔레비전 드라마 목록